# Alkmaar '54 in het seizoen 1955/56
Het seizoen 1955/1956 was het tweede jaar in het bestaan van de Alkmaarse betaaldvoetbalclub Alkmaar '54. De club kwam uit in de Hoofdklasse B en eindigde daarin op de 11e plaats, dit betekende dat de club in het nieuwe seizoen uitkwam in de Eerste divisie.

## Wedstrijdstatistieken

### Hoofdklasse B
|       | BVV   | D.F.C. | EDO   | Elinkwijk | Emma  | Feijenoord | De Graafschap | GVAV  | MVV   | PSV   | Rapid JC | SHS   | Sittardia | Sportclub Enschede | SVV   | De Volewijckers | Willem II |
| ----- | ----- | ------ | ----- | --------- | ----- | ---------- | ------------- | ----- | ----- | ----- | -------- | ----- | --------- | ------------------ | ----- | --------------- | --------- |
| Thuis | 0 – 2 | 0 – 0  | 1 – 2 | 2 – 0     | 2 – 0 | 0 – 1      | 2 – 3         | 2 – 1 | 1 – 1 | 3 – 1 | 3 – 2    | 2 – 2 | 3 – 2     | 1 – 1              | 2 – 0 | 1 – 0           | 1 – 0     |
| Uit   | 4 – 1 | 2 – 3  | 2 – 1 | 2 – 1     | 1 – 1 | 2 – 2      | 0 – 3         | 0 – 1 | 4 – 1 | 5 – 1 | 4 – 3    | 6 – 0 | 1 – 0     | 0 – 0              | 0 – 1 | 2 – 1           | 2 – 1     |

## Statistieken Alkmaar '54 1955/1956

### Eindstand Alkmaar '54 in de Nederlandse Hoofdklasse B 1955 / 1956
| Stand | Gespeeld | Gewonnen | Gelijk | Verloren | Punten | Doelpunten voor | Doelpunten tegen |
| ----- | -------- | -------- | ------ | -------- | ------ | --------------- | ---------------- |
| 11e   | 34       | 13       | 7      | 14       | 33     | 47              | 55               |

### Topscorers
| Competitie \| # \| Naam \| \| \| ------ \| ------------------ \| -- \| \| 1. \| Klaas Smit \| 15 \| \| 2. \| Rudi Michel \| 9 \| \| 3. \| Piet Buis \| 6 \| \| 3. \| Henk van der Sluis \| 6 \| \| 5. \| Hein Pitters \| 3 \| \| 6. \| Jan Los \| 2 \| \| 6. \| Henk Schouten \| 2 \| \| 6. \| Evert Smit \| 2 \| \| 9. \| Piet Kaas \| 1 \| \| 9. \| Barend van Vliet \| 1 \| \| Totaal \| Totaal \| 47 \| |                    |      |
| # | Naam               | Goal |
| 1. | Klaas Smit         | 15   |
| 2. | Rudi Michel        | 9    |
| 3. | Piet Buis          | 6    |
| 3. | Henk van der Sluis | 6    |
| 5. | Hein Pitters       | 3    |
| 6. | Jan Los            | 2    |
| 6. | Henk Schouten      | 2    |
| 6. | Evert Smit         | 2    |
| 9. | Piet Kaas          | 1    |
| 9. | Barend van Vliet   | 1    |
| Totaal | Totaal             | 47   |